# Фајненшал тајмс
Фајненшал тајмс (енгл. Financial Times), скраћено FT, међународни је пословни часопис из Велике Британије. Сматра се да је ово часопис са највећом репутацијом, који чита већина пословних лидера. Са седиштем у Лондону, Енглеска, лист је у власништву јапанске холдинг компаније Никеj, са основним редакцијама широм Британије, Сједињених Држава и континенталне Европе. У јулу 2015. Пирсон је продао публикацију Никеју за 844 милиона фунти (US$1,32 милијарду) након што је поседовао часопис од 1957. Године 2019, часопис је пријавио милион плаћених претплата, од којих су три четвртине биле дигиталне претплате. Новине имају истакнут фокус на финансијском новинарству и економској анализи у односу на опште извештавање, изазивајући критике и признања. Дневник спонзира годишњу књигу награда и објављује прилог „Личност године“.
Уреднички став Фајненшал тајмса се фокусира на економски либерализам, посебно на слободну трговину и слободна тржишта. Од свог оснивања подржава либералну демократију, фаворизујући класично либералну политику и политику међународних влада; његови новинари су независни од редакције, и публикација се сматра новином записа. Због своје историје економских коментара, FT објављује низ финансијских индекса, првенствено FTSE сведеоничарски индекс. Од касног 20. века, његова типична дубина покривености повезала је новине са белим овратницима и образованом читалачком публиком. Због ове тенденције, FT се традиционално сматрају да су централне до централно-десних либералних, неолибералних и конзервативно-либералних новина. Седиште Фајненшал тајмса је у Бракен Хаусу у улици Фрајдеј улиици број 1, у близини финансијског центра града, где има своју издавачку кућу, корпоративни центар и главну редакцију.

## Историја
FT је покренут као Лондонски финансијски водич 10. јануара 1888. године, а преименован је у Фајненшел тајмс 13. фебруара исте године. Описујући себе као пријатеља „Поштеног финансијера, добронамерног инвеститора, угледног брокера, правог директора и легитимног шпекуланта“, био је то часопис на четири странице. Читалачка публика је била финансијска заједница града Лондона, а једини ривал му биле смелије и нешто старије (основане 1884) Фајнаншал њуз. Дана 2. јануара 1893. FT је почео да штампа на светло ружичастом папиру како би се разликовао од Фајнаншал њуза са сличним називом: у то време је такође било јефтиније штампати на небељеном папиру (неколико других општијих новина, као што је Спортинг Тајмс, имале су исту политику), али је данас то скупље јер се папир мора посебно бојити.
Након 57 година ривалства, Брендан Бракен је 1945. спојио Фајненшел тајмс и Фајненшел њуз у јединствене новине на шест страница. Фајненшел тајмс је донео већи тираж, док су Фајненшел њуз обезбедиле већи део уредничког талента. Лекс рубрика је такође уведена из Фајненшел њуз.
Гордон Њутн, дипломирани дипломац са Кембриџа, преузео је место уредника 1949. и одмах увео политику (тада најнеобичнију у Флит улици) директног регрутовања нових универзитетских дипломаца, углавном са Оксбриџа, као новинара приправника. Многи од њих су остварили запажене каријере на другим местима у новинарству и британском јавном животу, и постали су ослонац властите уређивачке снаге листа до 1990-их. Први такав 'директан регрут' био је (будући водећи британски економиста) Ендру Шонфилд; други је био (касније сер) Вилијам Рис-Мог који је преко Сандеј тајмса отишао да уређује Тајмс 1967. након што га је преузео Рој Томсон. Међу осталим FT регрутима са Оксбриџа био је и будући канцелар финансија Најџел Лосон. Особена политика регрутовања FT новинара за новинаре Флит стрита никада није била популарна у Националној унији новинара и престала је 1966. након регрутовања Ричарда Ламберта са Оксфорда, који је и сам будући уредник FT-а. У међувремену, Пирсон је купио новине 1957. године. Током година, часопис је растао по величини, читаности и ширини покривања. Основао је дописнике у градовима широм света, одражавајући обновљени подстицај у светској економији ка глобализацији. Како су се прекогранична трговина и токови капитала повећали током 1970-их, FT је започео међународну експанзију, олакшану развојем технологије и све већим прихватањем енглеског као међународног језика пословања. Дана 1. јануара 1979. прво FT (континентално европско издање) штампано је ван Велике Британије, у Франкфурту; штампање у САД почело је у јулу 1985. године. Од тада, са повећаном међународном покривеношћу, FT су постале глобалне новине, штампане на 22 локације са пет међународних издања која услужују Велику Британију, континенталну Европу, САД, Азију и Блиски исток.
Европско издање се дистрибуира у континенталној Европи и Африци. Штампа се од понедељка до суботе у пет центара широм Европе и извештава о питањима која се тичу Европске уније, евра и европских корпоративних послова. Године 1994. FT је покренуо магазин луксузног животног стила, How To Spend It. Године 2009. покренут је самостални вебсајт за часопис. Група Фајненшал тајмса је 13. маја 1995. године направила свој први продор у онлајн свет лансирањем FT.com. Ово је дало сажетак вести из целог света, који је у фебруару 1996. допуњен извештавањем о ценама акција. Сајт друге генерације је покренут у пролеће 1996. Сајт је финансиран оглашавањем и допринео је тржишту онлајн оглашавања у Великој Британији касних 1990-их. Између 1997. и 2000. сајт је прошао кроз неколико реновирања и промене стратегије, пошто су FT група и Пирсон реаговали на онлајн промене. FT је увео услуге претплате 2002. године. FT.com је један од ретких сајтова за вести у Великој Британији који се успешно финансира индивидуалном претплатом.
FT је 1997. године покренуо америчко издање, штампано у Њујорку, Чикагу, Лос Анђелесу, Сан Франциску, Даласу, Атланти, Орланду и Вашингтону, иако су новине први пут штампане ван Њујорка 1985. У септембру 1998. FT су постале прве новине са седиштем у Великој Британији које су продале више примерака на међународном нивоу него у УК. Године 2000. Фајненшал тајмс је почео да објављује издање на немачком језику, Financial Times Deutschland, са вестима и уредничким тимом са седиштем у Хамбургу. Његов почетни тираж 2003. био је 90.000 примерака. Првобитно је то било заједничко предузеће са немачком издавачком компанијом Грунер + Јахр. У јануару 2008, FT је продао својих 50% удела свом немачком партнеру. FT Deutschland никада није остварио профит и каже се да је акумулирао губитке од 250 милиона евра током 12 година. Затворен је 7. децембра 2012. године. Фајненшал тајмс је 4. фебруара 2002. покренуо нови недељни додатак за индустрију управљања фондовима. FT fund management (FTfm) се и даље се дистрибуира као папирно издање сваког понедељка. FTfm је највећа светска публикација за управљање фондовима у погледу тиража. Од 2005, FT је спонзорисао годишњу награду „Фајненшал тајмсову“ и Голдман Саксову пословну књигу годишњих награда.
Дана 23. априла 2007, FT је представио „освежену“ верзију новина и увео нови слоган „Живимо у Фајненшал тајмсу“. FT је 2007. године увео мерни платни зид, који је посетиоцима његове веб странице омогућио да прочитају ограничен број бесплатних чланака током било ког месеца пре него што се затражи наплата. Четири године касније FT је покренуо своју HTML5 мобилну интернет апликацију. Паметни телефони и таблети сада покривају 12% претплата и 19% саобраћаја на FT.com. Године 2012, број дигиталних претплатника је по први пут премашио тираж новина и FT је скоро половину својих прихода црпио од претплате, а не од реклама.
FT је доступан на Блумберг терминалу од 2010. године и на платформи Висерс од 2013. године. Од 2015. године, уместо мерног платног зида на веб-сајту, посетиоци су добијали неограничен бесплатан приступ месец дана, након чега су морали да се претплате.Пирсон је продао Фајненшал тајмс групу компанији Никеј, Инк. за 844 милиона фунти (US$1,32 милијарде) у јулу 2015. године. Фајненшал тајмс је 2016. године стекао контролни пакет акција у Алфа Грид, медијској компанији са седиштем у Лондону која је специјализована за развој и производњу квалитетног брендираног садржаја на низу канала, укључујући емитовање, видео, дигиталне, друштвене и догађаје. У 2018, Фајненшал тајмс је стекао контролни удео у компанији Лонџитуд, специјализованом пружаоцу услуга мисаоног лидерства и истраживања за мултинационалну базу корпоративних и институционалних клијената. Ова инвестиција заснована је на недавном расту Фајненшал тајмса у неколико пословних области, укључујући брендирани садржај путем куповине Алфа Грида, и конференције и догађаја преко Фајненшал тајмс лајва и проширује традиционалну комерцијалну понуду FT-а на шири скуп интегрисаних услуга. Године 2020, извештач Марк Ди Стефано дао је оставку из Фајненшал тајмса након што је хаковао у Зум позиве друге медијске организације, укључујући The Independent и Evening Standard.
Године 2020, повлачење становишног чланка репортера Фајненшал тајмса изазвало је контроверзу о уређивачкој независности листа од спољног политичког притиска. Контроверза је уследила након што је уредник листа повукао чланак дописнице FT-а из Брисела Мехрин Кан у којем је критиковала политику француског председника Емануела Макрона према муслиманским мањинама у Француској. Чланак је повучен са сајта FT истог дана када је објављен. Председник Макрон је накнадно објавио писмо у FT директно реагујући на аргументе првобитног мишљења, чак и ако оригинални чланак више није био доступан на веб страници новина. Уредница FT Роула Калаф која је донела одлуку да повуче првобитни чланак, признала је да ју је контактирао Јелисеј у вези са чланком и бранила је своју одлуку искључиво на основу неколико чињеничних грешака у оригиналном делу Мехрин Кан.